# Acalypha berteroana
Acalypha berteroana é uma espécie de flor do gênero Acalypha, pertencente à família Euphorbiaceae.